# Misje dyplomatyczne przy Stolicy Apostolskiej
     Stolica Apostolska
     Kraje, które mają swoje przedstawicielstwa dyplomatyczne przy Stolicy Apostolskiej z siedzibą w Rzymie

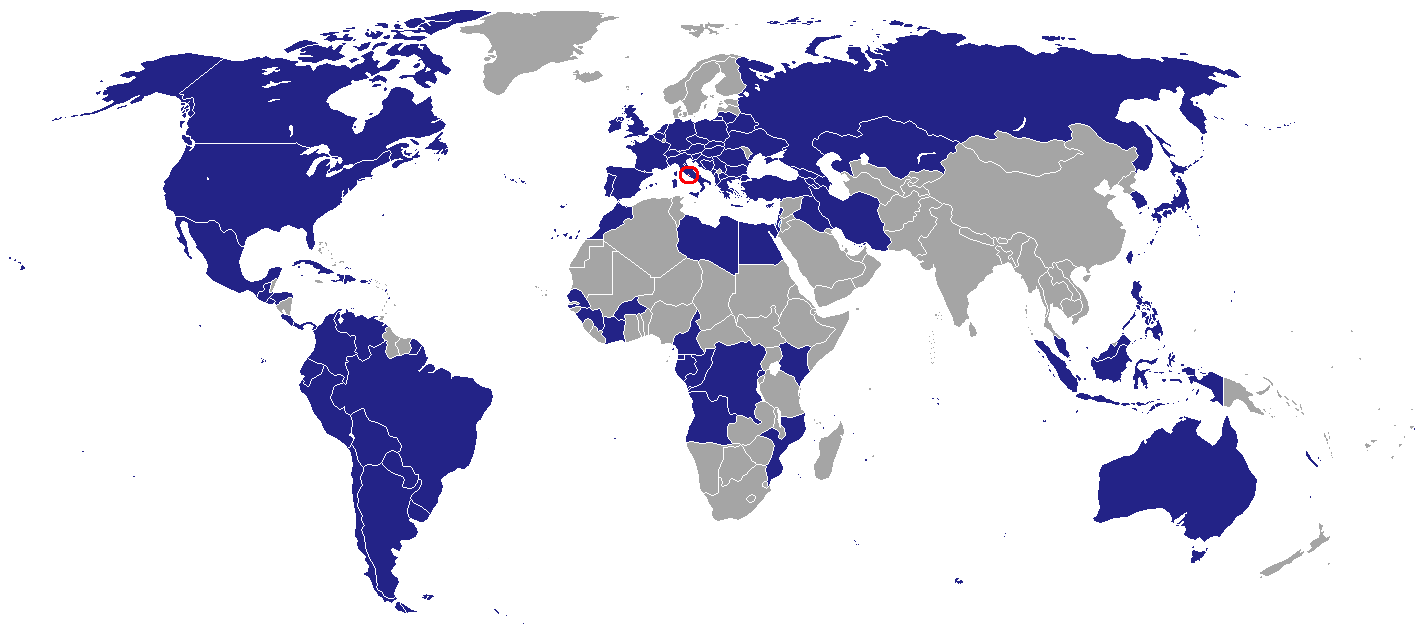
Stolica Apostolska
Kraje, które mają swoje przedstawicielstwa dyplomatyczne przy Stolicy Apostolskiej z siedzibą w Rzymie

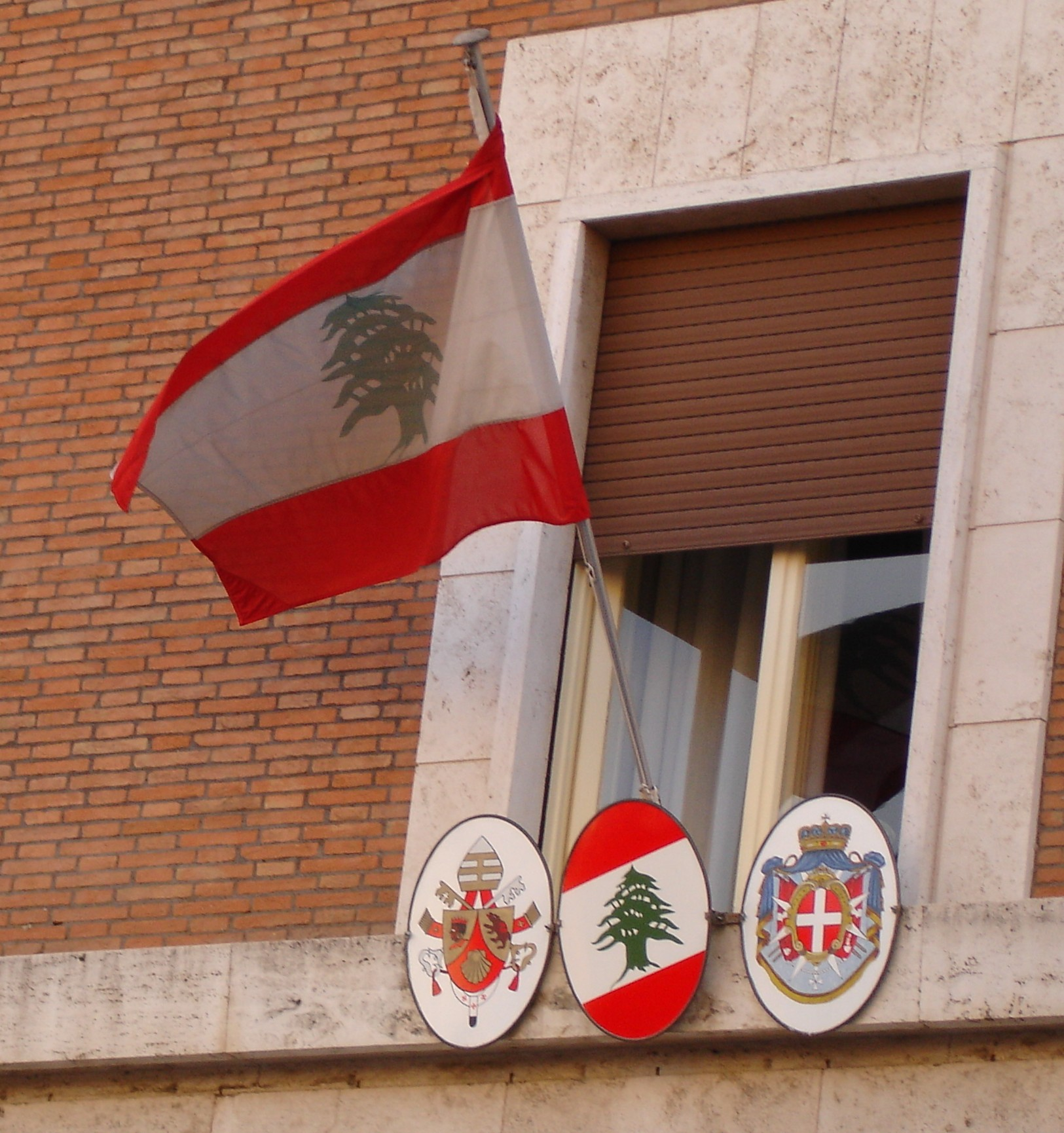
Ambasada Libanu przy Stolicy Apostolskiej. Obok herbu Libanu znajdują się herb Benedykta XVI - ówczesnego papieża oraz herb Zakonu Maltańskiego, przy którym dodatkowo akredytowana była ambasada

Misje dyplomatyczne przy Stolicy Apostolskiej – obecne przedstawicielstwa dyplomatyczne przy Stolicy Apostolskiej. Stan na styczeń 2017. Lista pomija ambasadorów wizytujących.
Ambasadę przy Stolicy Apostolskiej posiada 86 państw oraz 4 inne podmioty, w tym
- 32 europejskich
- 15 azjatyckich
- 1 z Australii i Oceanii
- 14 afrykańskich
- 10 południowoamerykańskich
- 13 północno- i środkowoamerykańskich
- 1 bezterytorialny suwerenny podmiot prawa międzynarodowego
- 3 organizacje międzynarodowe.

Ponadto przy Stolicy Apostolskiej dodatkowo akredytowanych jest 66 ambasadorów mających swą główną misję przy innych państwach lub organizacjach międzynarodowych. Reprezentują oni państwa:
- 7 europejskich
- 17 azjatyckich
- 3 z Australii i Oceanii
- 32 afrykańskich
- 2 południowoamerykańskich
- 5 północno- i środkowoamerykańskich
- 1 organizację międzynarodową.

## Wprowadzenie
Ambasador akredytowany przy Stolicy Apostolskiej nie może być jednocześnie akredytowany przy Republice Włoskiej. Dlatego państwa, które nie posiadają oddzielnej ambasady przy Stolicy Apostolskiej akredytują swoich dyplomatów z innych przedstawicielstw w Europie. Obecnie żadna ambasada przy Stolicy Apostolskiej nie znajduje się na terenie Watykanu (choć w przeszłości ambasady mieściły się również w tym państwie, np. Ambasada Rzeczypospolitej w czasie II wojny światowej). Wszystkie ambasady przy Stolicy Apostolskiej mieszczą się w Rzymie, na terytorium Republiki Włoskiej.
Zgodnie z artykułem 12 traktatów laterańskich dyplomaci akredytowani przy Stolicy Apostolskiej cieszą się w Republice Włoskiej immunitetem i przywilejami dyplomatycznymi zgodnie z prawem międzynarodowym nawet wówczas, gdy państwo, które reprezentują nie utrzymuje stosunków dyplomatycznych z Republiką Włoską lub nie jest przez nią uznawane. Zgodnie z tym postanowieniem dziś na terytorium Republiki Włoskiej mieści się Ambasada Republiki Chińskiej przy Stolicy Apostolskiej, mimo iż Włochy nie uznają niepodległości tego państwa.

## Misje dyplomatyczne przy Stolicy Apostolskiej
Wszystkie przedstawicielstwa mają swoją siedzibę w Rzymie.
| - Albania - Austria - Belgia - Bośnia i Hercegowina - Bułgaria - Chorwacja - Cypr - Czarnogóra - Czechy - Francja - Grecja - Hiszpania - Holandia - Irlandia - Litwa - Luksemburg - Macedonia Północna - Monako - Niemcy - Polska - Portugalia - Rosja - Rumunia - San Marino - Serbia - Słowacja - Słowenia - Szwecja - Ukraina - Węgry - Wielka Brytania - Włochy | - Armenia - Republika Chińska - Filipiny - Gruzja - Indonezja - Irak - Iran - Izrael - Japonia - Korea Południowa - Liban - Malezja - Palestyna - Timor Wschodni - Turcja - Australia | - Angola - Benin - Burkina Faso - Demokratyczna Republika Konga - Egipt - Gabon - Ghana - Gwinea Równikowa - Kamerun - Libia - Maroko - Nigeria - Senegal - Wybrzeże Kości Słoniowej | - Argentyna - Boliwia - Brazylia - Chile - Ekwador - Kolumbia - Paragwaj - Peru - Urugwaj - Wenezuela - Belize - Dominikana - Gwatemala - Haiti - Honduras - Kanada - Kostaryka - Kuba - Meksyk - Nikaragua - Panama - Salwador - Stany Zjednoczone | - Zakon Maltański - Liga Państw Arabskich - Międzynarodowa Organizacja do Spraw Migracji - Wysoki Komisarz Narodów Zjednoczonych do spraw Uchodźców |

## Misje dyplomatyczne przy innych państwach lub organizacjach międzynarodowych z dodatkową akredytacją przy Stolicy Apostolskiej
W nawiasach podano miasto, w którym rezyduje dany przedstawiciel.
| - Białoruś (Londyn) - Dania (Bruksela) - Finlandia (Berno) - Islandia (Genewa) - Mołdawia (Praga) - Norwegia (Berno) - Szwajcaria (Lublana) | - Azerbejdżan (Paryż) - Bahrajn (Paryż) - Bangladesz (Genewa) - Indie (Berno) - Jemen (Berlin) - Jordania (Paryż) - Katar (Zagrzeb) - Kazachstan (Berno) - Kirgistan (Berlin) - Kuwejt (Berno) - Mongolia (Genewa) - Nepal (Berlin) - Pakistan (Berno) - Sri Lanka (Genewa) - Syria (Genewa) - Tajlandia (Berno) - Zjednoczone Emiraty Arabskie (Madryt) - Fidżi (Londyn) - Nowa Zelandia (Haga) - Papua-Nowa Gwinea (Bruksela) | - Algieria (Genewa) - Botswana (Sztokholm) - Burundi (Berlin) - Czad (Paryż) - Erytrea (Berlin) - Etiopia (Paryż) - Gambia (Londyn) - Gwinea (Berlin) - Gwinea Bissau (Paryż) - Kenia (Berlin) - Kongo (Paryż) - Lesotho (Berlin) - Liberia (Londyn) - Madagaskar (Paryż) - Malawi (Berlin) - Mali (Paryż) - Mauritius (Londyn) - Mozambik (Berlin) - Namibia (Berlin) - Niger (Berlin) - Południowa Afryka (Berno) - Rwanda (Genewa) - Seszele (Bruksela) - Sierra Leone (Bruksela) - Eswatini (Bruksela) - Sudan (Paryż) - Tanzania (Berlin) - Togo (Bruksela) - Tunezja (Berno) - Uganda (Berlin) - Zambia (Londyn) - Zimbabwe (Paryż) | - Gujana (Londyn) - Surinam (Haga) - Barbados (Londyn) - Jamajka (Berlin) - Saint Lucia (Paryż) - Saint Vincent i Grenadyny (Paryż) - Trynidad i Tobago (Bruksela) - Unia Europejska (Rzym - ONZ) |